# Gottlieb August Bauer

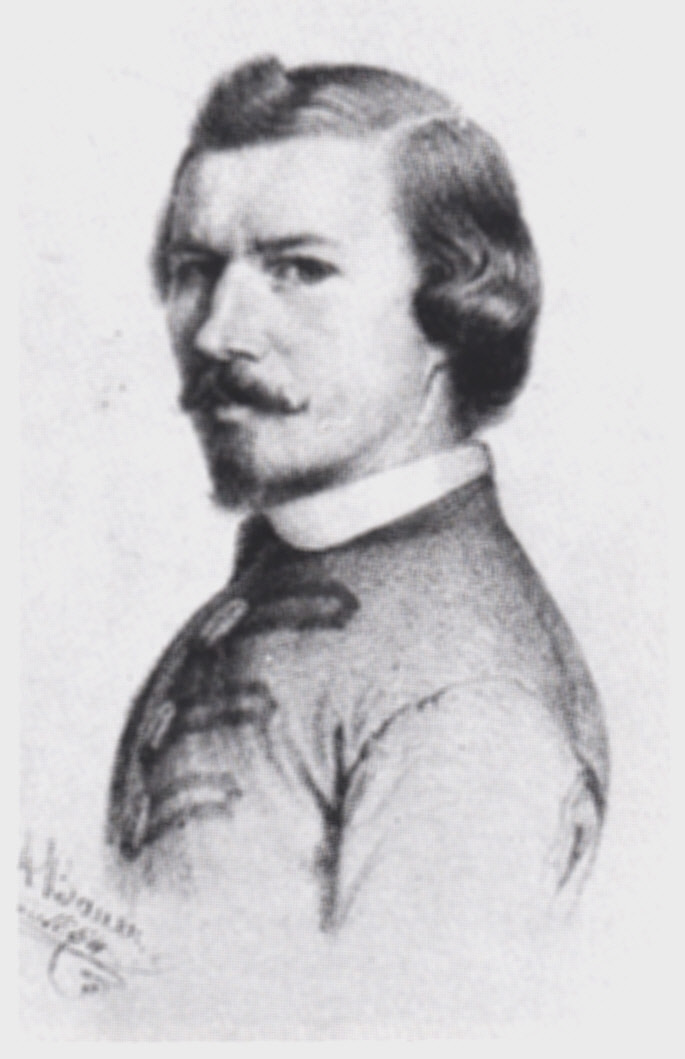
Gottlieb August Bauer (Selbstbildnis)

Gottlieb August Bauer (* 21. Februar 1828 in Weil am Rhein, Großherzogtum Baden; † 16. Februar 1913 ebenda) war ein deutscher Landschafts- und Porträtmaler.

## Leben und Werk

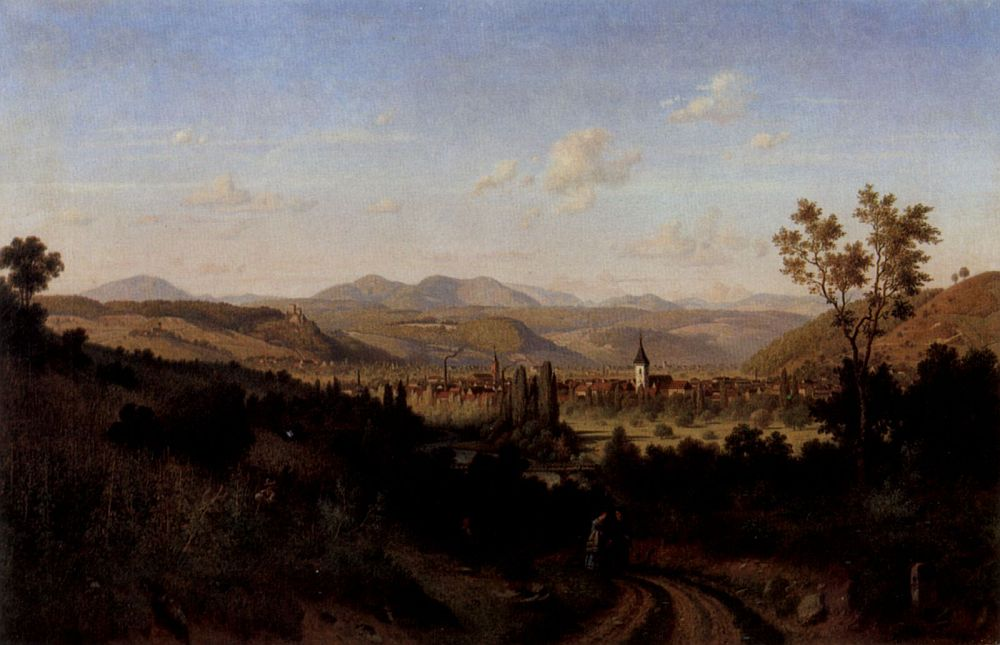
Blick auf Lörrach

Bauers Familie stammte aus Niefern am nördlichen Schwarzwald. Er war der Sohn des Metzgermeisters Lorenz Bauer und dessen zweiter Frau, Anna Maria Röschard.
1850 entzog er sich dem Militärdienst in der großherzoglich-badischen Armee, die nach der Meuterei von 1849 durch preußische Offiziere wieder neu aufgestellt wurde. In dieser Phase wurde ein Teil der badischen Truppen auch in Garnisonen auf preußischem Gebiet untergebracht. Bauer hielt sich eine Weile in der Schweiz auf. 1853 begann er dann in München ein Studium der Porträt- und Landschaftsmalerei, das sich mit Unterbrechungen bis 1864 hinzog. Nach seiner Rückkehr von München lebte er bis zu seinem Tode in Weil und blieb unverheiratet. Er widmete sich der Malerei und ließ sich dabei von der Münchner Schule inspirieren. Seine Porträtbilder zeigen vielfach Personen in Markgräfler Tracht und seine Landschaftsbilder sind oft geprägt von Gewitterstimmungen, was ihm auch den Beinamen Gewitterbauer einbrachte.
1939 erhielt Bauer auf dem Weiler Friedhof ein Ehrengrab. Seit 1980 führt eine Straße in seinem Heimatort seinen Namen und zu seinem 100. Todestag wurde in seinem Heimatort eine Ausstellung durchgeführt.